# 克维德大街站
克维德大街站（德語：U-Bahnhof Quiddestraße）是一座慕尼黑地铁5号线位于拉默斯多夫-佩拉赫的一座车站。本站得名于同名街道，而来源于德国历史学家、1927年诺贝尔和平奖得主路德维希·克维德。